# Jonny Wartel
Jonny Wartel, född 1959, är en svensk saxofonist och jazzmusiker. Wartel var en av medlemmarna i frijazzgruppen Position alpha, är medlem i performancegruppen Taiphoon tivoli och Gabo & The Wartels. Förutom frilans med egna och andras grupper är Wartel drivande inom frijazzklubben Brötz i Göteborg.